# Orbachtal mit Streuwiesen
Das Orbachtal mit Streuwiesen ist ein Naturschutzgebiet auf dem Gebiet der baden-württembergischen Gemeinde Rosenberg im Ostalbkreis.

## Kenndaten
Das Gebiet wurde mit Verordnung des Regierungspräsidiums Stuttgart vom 29. Juni 1978 als Naturschutzgebiet ausgewiesen und hat eine Größe von 5,9 Hektar. Es wird unter der Schutzgebietsnummer 1.217 geführt. Der CDDA-Code für das Naturschutzgebiet lautet 164947 und entspricht der WDPA-ID. 

## Lage
Das Naturschutzgebiet liegt rund 200 Meter südlich von Rosenberg. Es ist U-förmig ausgebildet und umschließt die Bachläufe von Orbach und Häselesbronnenbach. Es ist Teil des 419 Hektar großen FFH-Gebiets Nr. 7026-341 Virngrund und Ellwanger Berge. 
Das NSG Orbachtal mit Streuwiesen liegt im Naturraum 108-Schwäbisch-Fränkische Waldberge innerhalb der  naturräumlichen Haupteinheit 10-Schwäbisches Keuper-Lias-Land.

## Schutzzweck
Schutzzweck ist die Sicherung, Pflege und Gewährleistung der ungestörten Entwicklung eines abwechslungsreichen Landschaftsmosaiks mit Streuwiesen, seggen- und binsenreichen Naßwiesen, Röhrichtbeständen sowie einem naturnahen Sumpfwald als Lebensraum einer artenreichen Flora mit teilweise sehr seltenen Arten und der entsprechenden Tierwelt, darunter der Grasfrosch und die Bergeidechse.